# Bertou
Der Bertou (auch Berlou genannt) ist ein Fluss in Frankreich, der im Département Tarn in der Region Okzitanien verläuft. Er entspringt an der Gemeindegrenze von Gijounet und Fontrieu, nahe dem Col de la Bassine, entwässert generell in westlicher Richtung durch den Regionalen Naturpark Haut-Languedoc und mündet nach rund 21 Kilometern im Gemeindegebiet von Vabre als linker Nebenfluss in den Gijou.

## Orte am Fluss
(Reihenfolge in Fließrichtung)
- Berlats
- Prades, Gemeinde Espérausses
- Vabre